# Jacqueline de Jong
Jacqueline Beatrice de Jong (Hengelo, 3 febbraio 1939 – Amsterdam, 29 giugno 2024) è stata una pittrice olandese.

## Biografia
Nata nel 1939 a Enschede nei Paesi Bassi, visse e lavorò in Francia e ad Amsterdam. Studiò dal 1958 al 1961 al Dipartimento delle Arti Applicate presso il Stedelijk Museum di Amsterdam, il suo insegnante di storia dell'arte fu H. L. C. Jaffé. Dipinse quadri influenzati dai lavori del gruppo Cobra. Dal 1960 iniziò ad esporre le sue opere in gallerie e musei olandesi, tedeschi e svedesi. Sempre nel 1960 aderì al gruppo tedesco SPUR e divenne membro (ne fece parte fino al 1962) dell'Internazionale Situazionista, legandosi con rapporti di amicizia e collaborazione a Guy Debord, Pinot Gallizio e Asger Jorn. Tra il 1962 e il 1967 pubblicò il bollettino The Situationist Times. Nel maggio 1968 si trovò a Parigi dove progettò e stampò molti manifesti per il movimento studentesco. I suoi lavori furono spesso suddivisi in serie: nel 1963-1965 eseguì le serie Quadri di incidenti e Quadri di suicidi, attorno al 1968-1969 la serie dei Dipinti erotici, uno dei quali venne acquisito dall'Erotic Art Museum di Amburgo. Nel periodo 1974-1988 realizzò diverse altre serie di opere: Spo(r)tgravures, Peintures de Billard, Portraits, Série Noire, Paysages dramatiques, Upstairs/Downstairs, Ciao-Ciao San. Nel 1990-1992 la serie Megaliten/Golfoorlog.
Nel 1998 realizzò le “modificazioni” a quattro mani con Enrico Baj dal titolo Hommage à Jorn - 25 modifications, esposte nella mostra Jorn/Spoerri/Baj alla Galleria Ronny van de Velde di Anversa. Nel 2009 fu invitata a tenere letture e conferenze sul Situazionismo all'Università di Yale e a New York. In alcuni saltuari soggiorni ad Albisola realizzò ceramiche (alcune installate in seguito nella casa di Asger Jorn: la prima ad essere installata fu Baked Potatoes). Queste nuove opere, realizzate fra 2004 e 2009 in ceramica smaltata, furono raggruppate nelle serie Potato language, Baked Potatoes e Pommes de Jong.
Jacqueline de Jong morì ad Amsterdam il 29 giugno 2024 all'età di 85 anni per un tumore del fegato.

## Originalità e importanza artistica
Il lavoro creativo di de Jong nacque e si sviluppò nel clima radicale e incandescente delle avanguardie degli anni '60. Nelle sue opere furono forti le influenze del gruppo Cobra, che portarono l'artista ad esiti però diversi e molto originali - in qualche caso perfino anticipatori della Transavanguardia, dei Citazionisti, dei Selvaggi anni '70 - rispetto alle opere del gruppo. Straordinarie le sue chine su carta degli anni '60, tracciate con un segno nervoso e filiforme. Le "modificazioni" realizzate con Enrico Baj furono invece il frutto ludico e colorato del gioco dei due artisti: su tele oleografiche e commerciali si intervenne con collage e figure dipinte, trasformando banali raffigurazioni in opere suggestive e misteriose.

## Performance, letture, conferenze
- 1965 - La Garde-Robe, happening-esposizione realizzato nell'atelier del pittore argentino Antonio Segui, Parigi
- 1970 - lettura e installazione/esposizione alla T.H. Twente Elastic Power Action
- 1970 - intervista per il canale VPRO-TV
- 1980 - lettura al Museo dell'arte moderna Saint Etienne
- 1989 - intervista con la BBC Late show in relazione all'esposizione Internationale Situationniste al Centro Pompidou, Parigi
- 1990 – lettura/conferenza Künstler sprechen über Ihre Kunst, Kunstakademie München
- 1990 – conferenza Experiences of an artist, I.C.C. symposium Art Trade and Law, Amsterdam
- 1992 - installazione ambientale nella sede della Nederlandse Bank a Drachten
- 1997 – letture con Tom Weyland Experience of a living artist in Art and Law, Università di Londra, Università di Warwick
- 1998 – letture con Tom Weyland Deformation, Modification and the Law, Institute of Art and Law, London
- 1998 – lettura Dépôt, in occasione dell'esposizione Internazionale Situationniste. MKSL Wenen (soggetto: Frauen in der I.S. ), con piccola pubblicazione
- 1999 – lettura con Tom Weyland, Kunst en Recht: Deformatie – Modificatie - Transformatie, presso la Fondazione Castrum Pellegrini, Amsterdam
- 2006 – colloquio al Centre culturel international de Cerisy-la-Salle Le Surréalisme en Héritage, les Avant-gardes après 1945, intervista con Emmanuel Rubio
- 2007 – conversazione/intervista sull'Internazionale Situazionista, Symposium Copenhague “det Fri Universiter”
- 2008 – canale MPS, emissione Andere Tijden e Paris Mai 68
- 2008 – lettura/dibattito Paris Mai 68, Galerie Anatome, BNF Parigi
- 2008 – lettura/dibattito all'ARCAM di Amsterdam Déclaration d'Amsterdam
- 2009 – intervista con Kevin Repp Beinecke Rare Book & Manuscripts Library Yale University
- 2009 – intervista con Mc.Kenzie Wark, The New School for Social Research, New York

## Scenografia
- Allestimento della Madama Butterfly alla Nederlandse Opera, 1988